# میسیون کنسپسیون

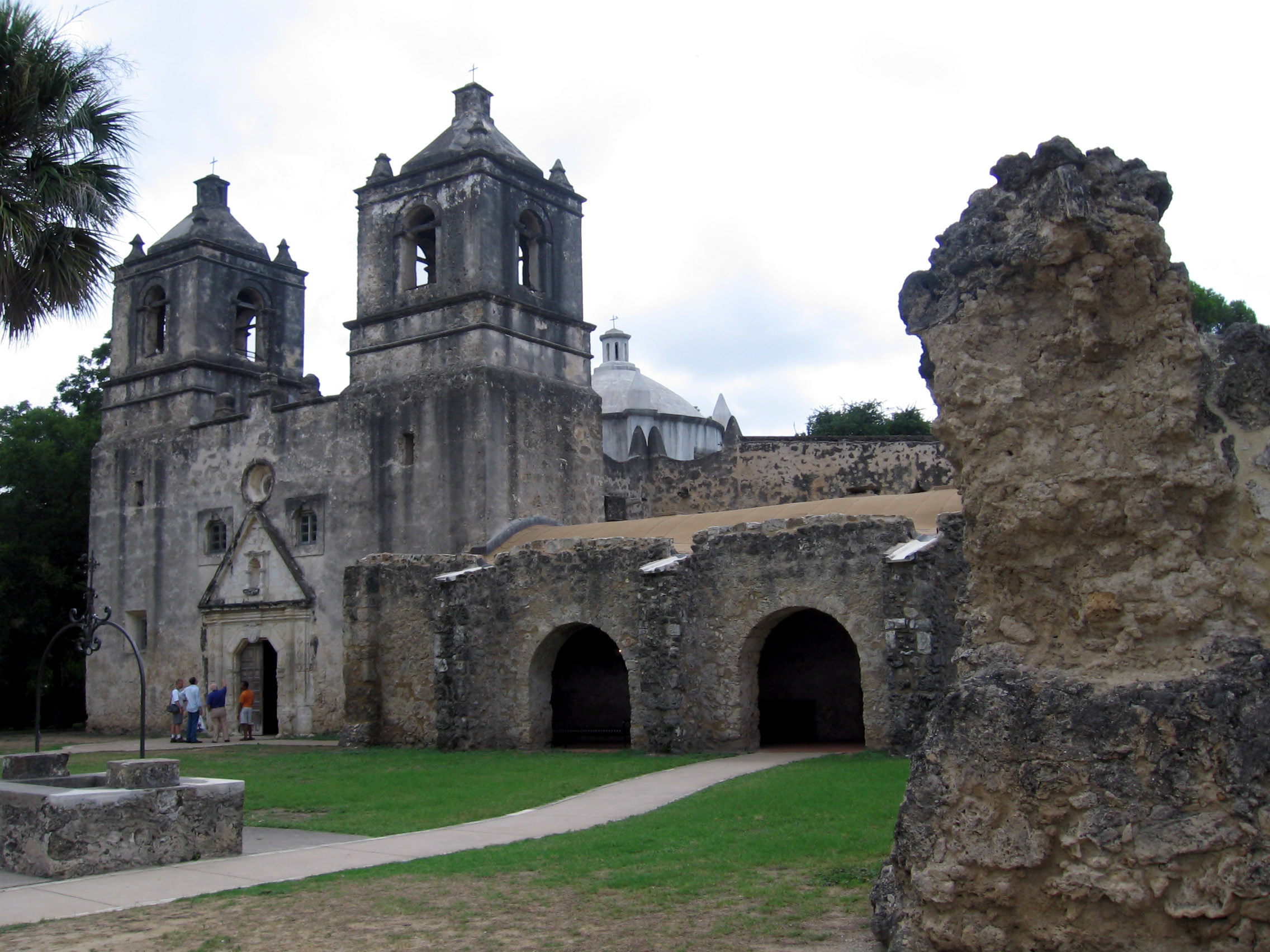

میسیون کنسپسیون (به اسپانیایی: Mission Concepcion) نام کلیسایی قدیمی در شهر سن آنتونیو در تگزاس است.
این کلیسای کاتولیک نخست در سال ۱۷۱۶ بنا گردید، و امروزه یک میراث ملی فرهنگی و تاریخی آمریکا است.
این بنا متعلق به پارک تاریخی ملی میسیون‌های سن آنتونیو است.

## نگارخانه

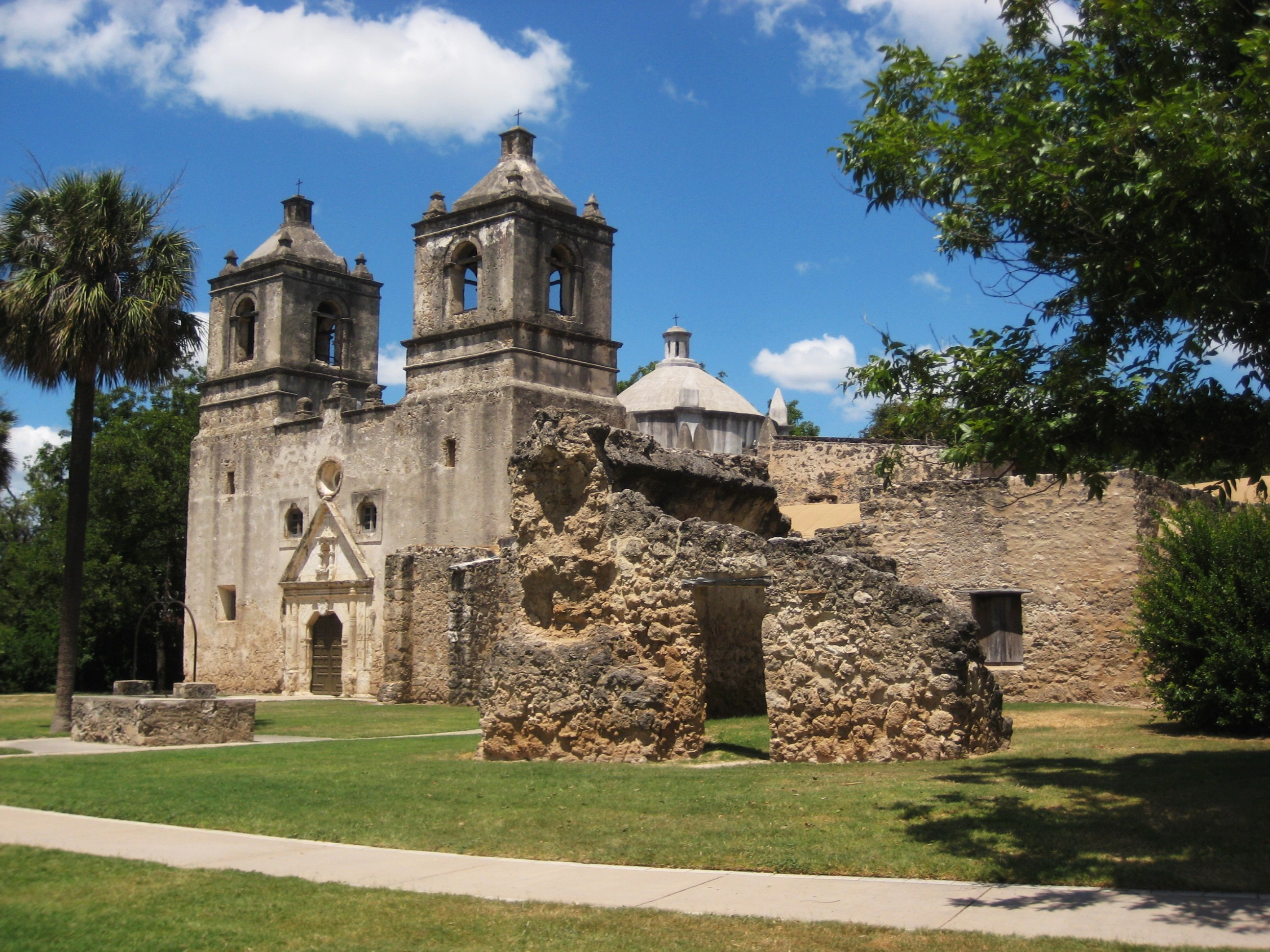
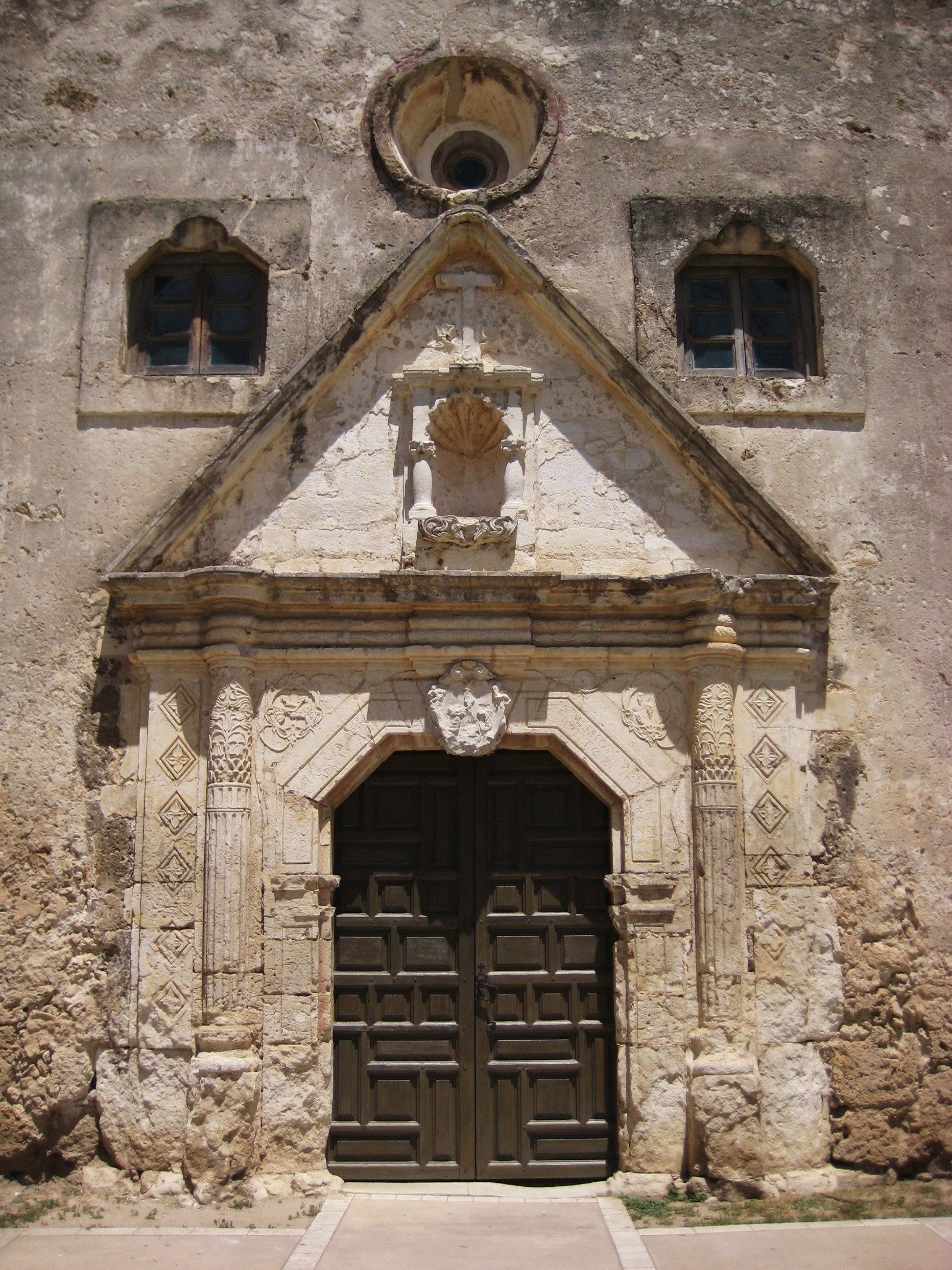
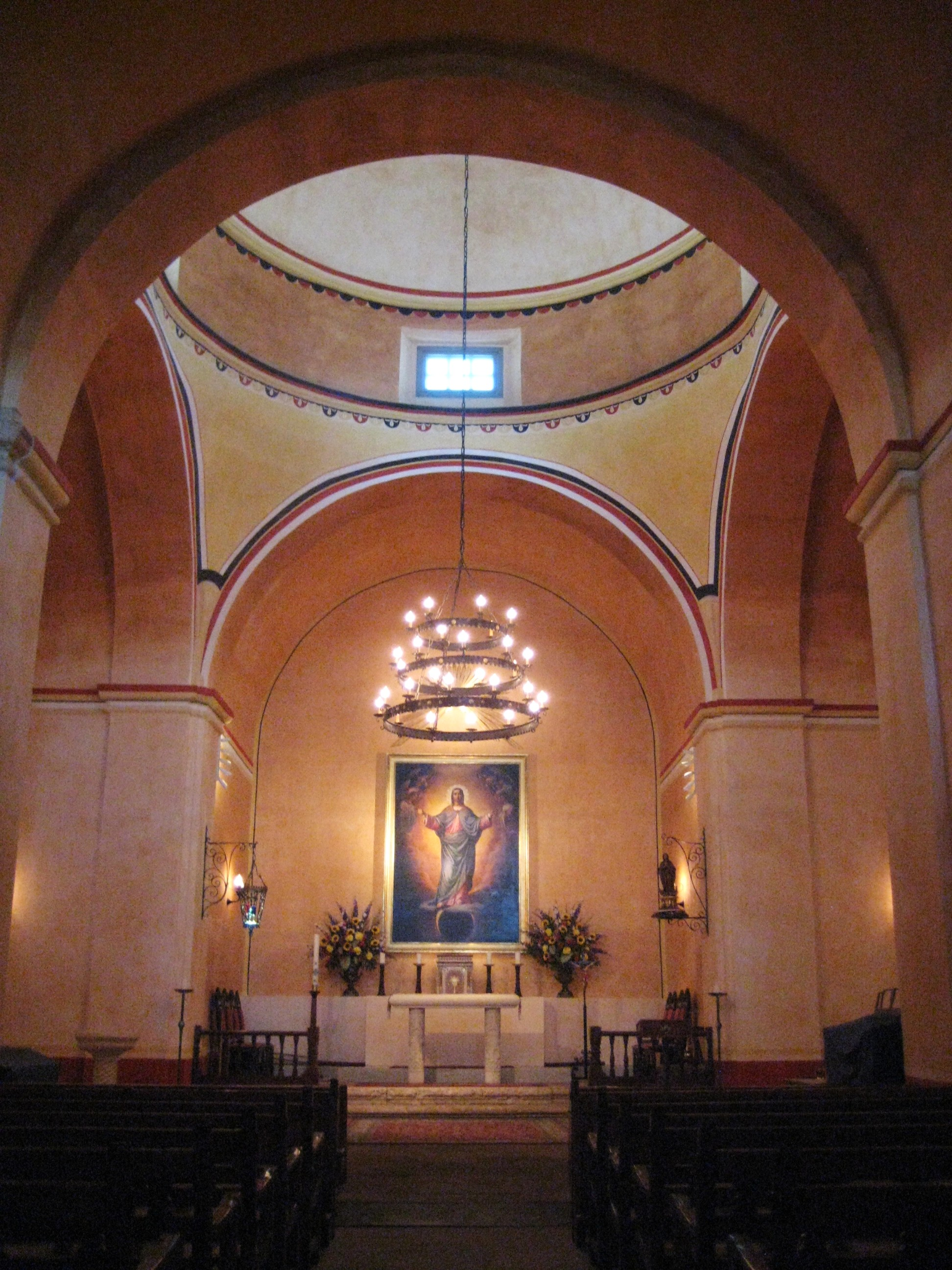
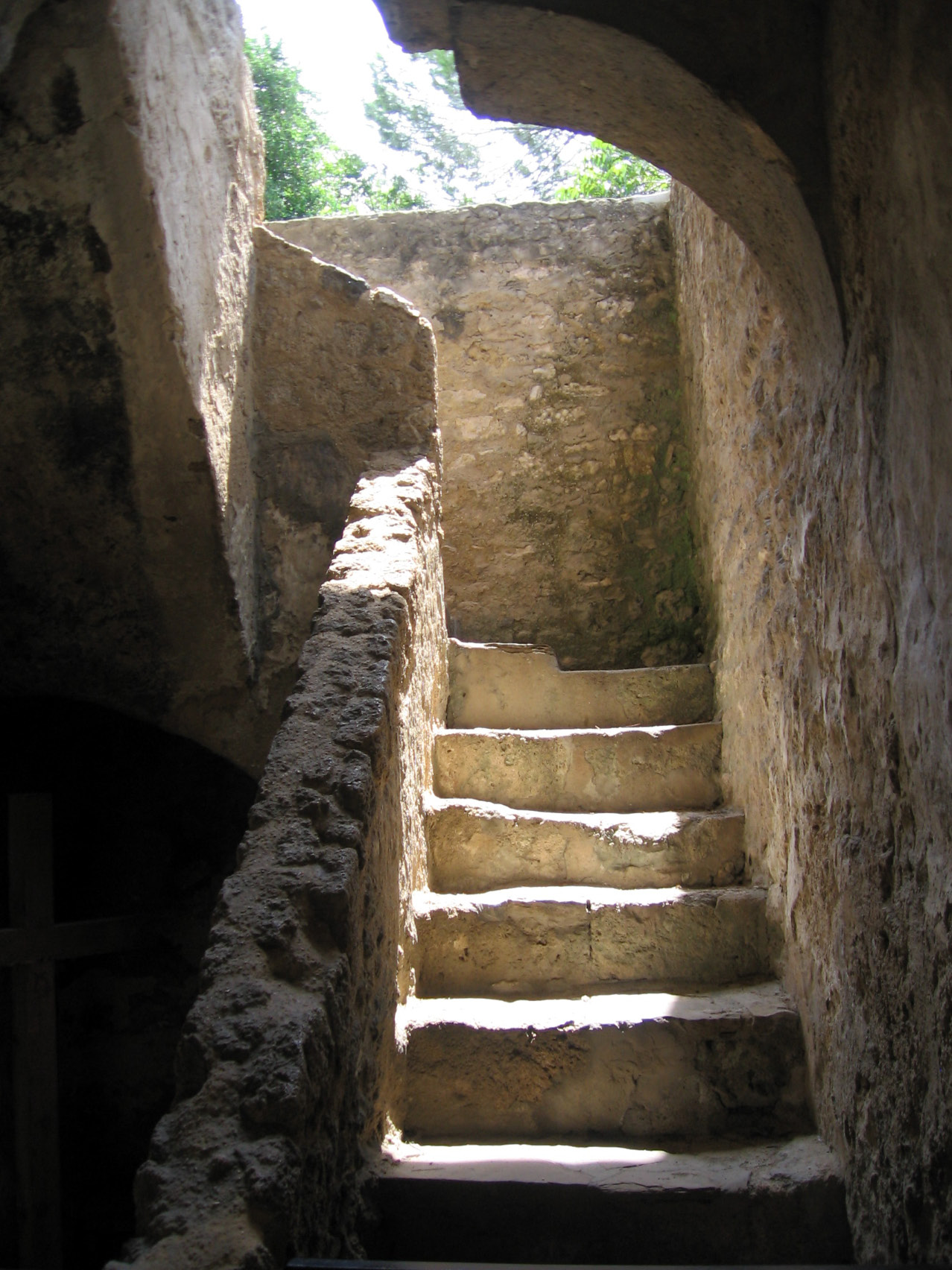
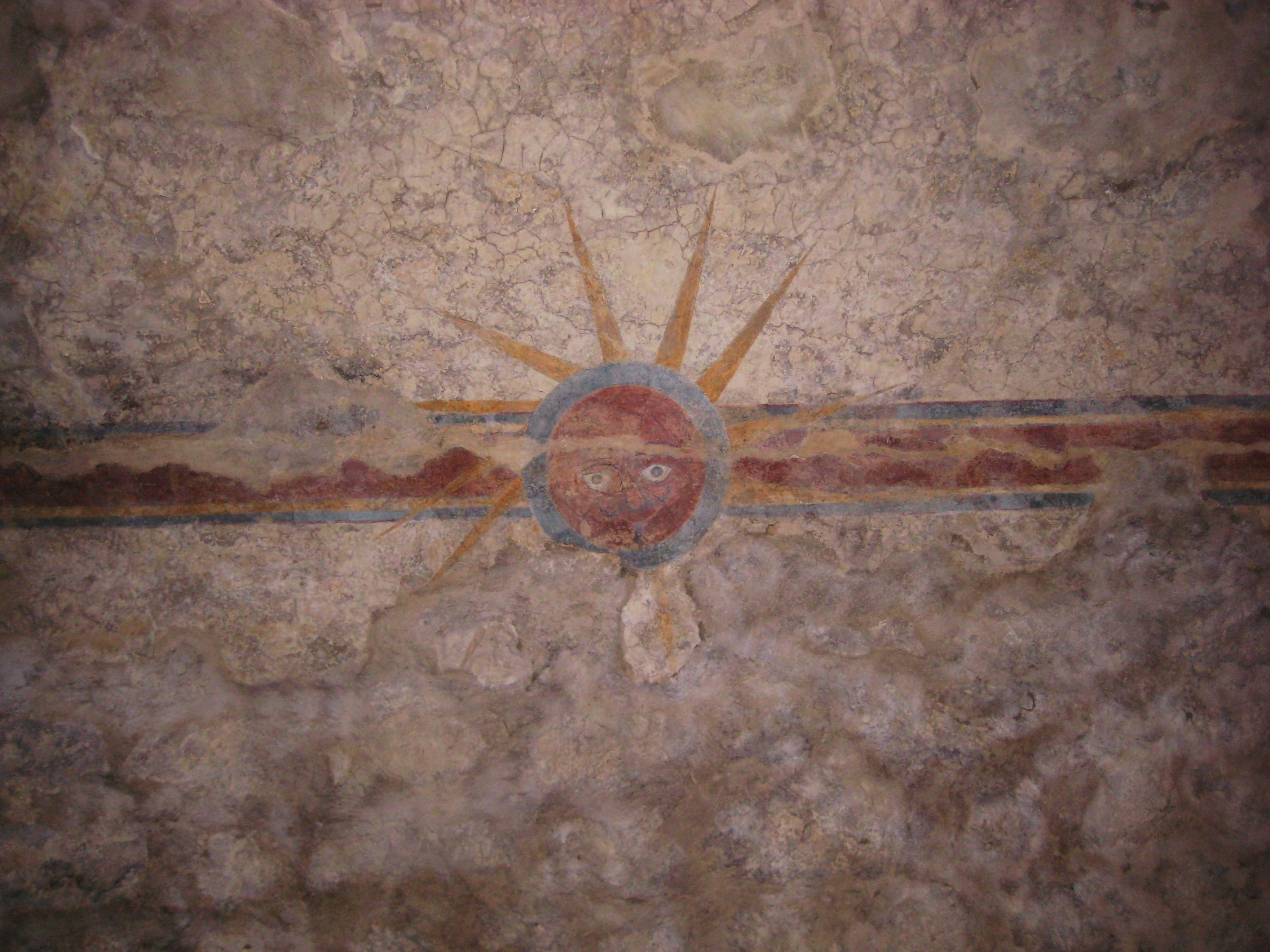
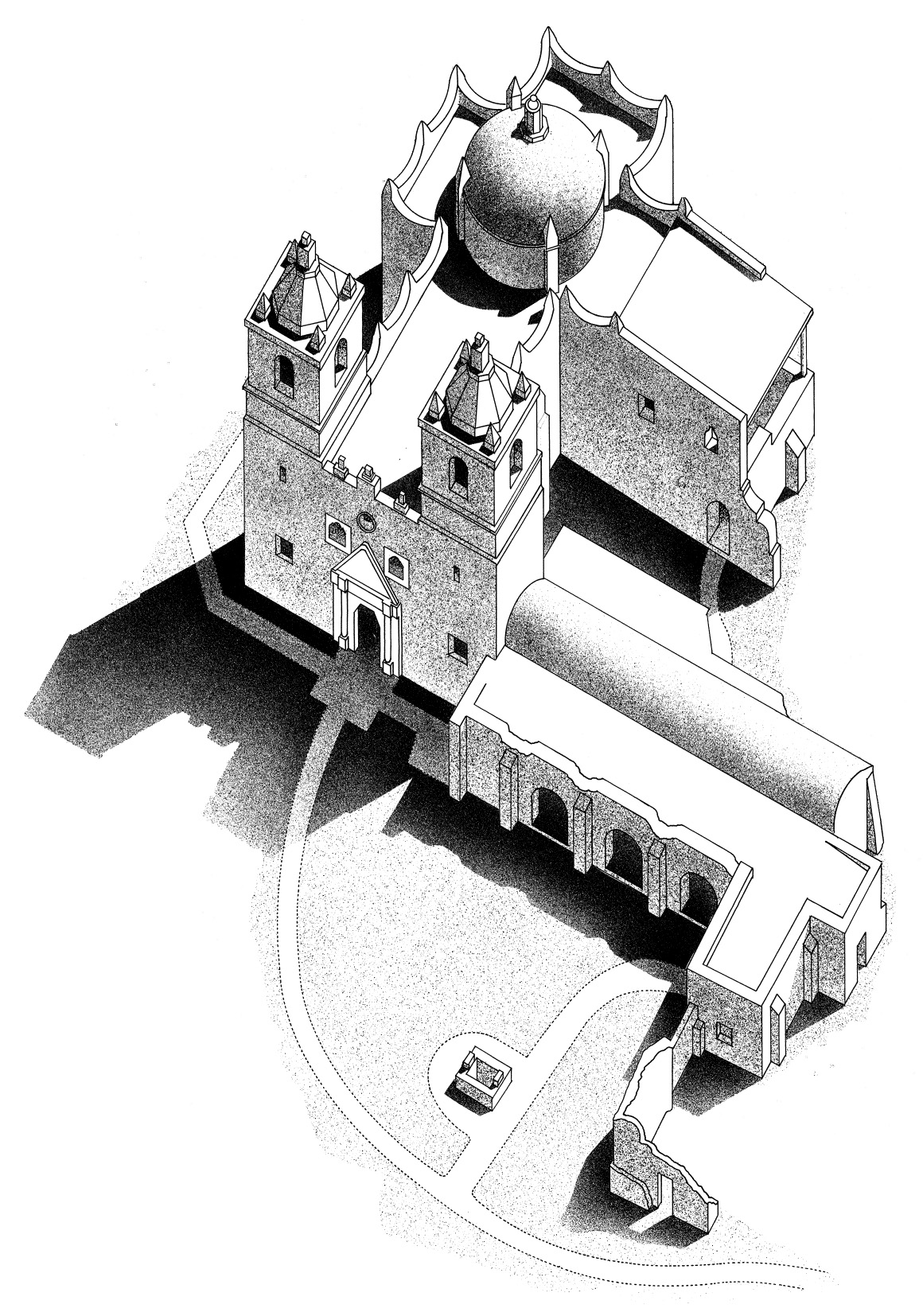